# Ionenstrahllithografie
Die Ionenstrahllithografie (engl. ion-beam lithography, IBL), oftmals abgekürzt Ionenlithografie, ist in der Halbleitertechnik ein Verfahren zur Herstellung einer strukturierten dünnen Schicht, die als Opferschicht für nachfolgende Abscheidungs-, Ätzungs- und Implantationsprozesse genutzt wird (vgl. Fotolithografie). Das Verfahren bildet zusammen mit der sehr ähnlichen Elektronenstrahllithografie die Gruppe der Teilchenstrahllithografien.

## Varianten
Allgemein werden zwei Varianten unterschieden, die Ionenstrahllithografie mittels einer Maske und die mittels eines fokussierten Ionenstrahls.
Beide basieren auf der Strukturierung einer ionensensitiven „Fotolackschicht“ durch eine chemische Reaktion der eingesetzten Ionen (hauptsächlich Protonen oder Heliumionen) mit der Lackschicht.
Bei der Nutzung eines fokussierten Ionenstrahls wird die Struktur direkt in die Lackschicht eingebracht. Dazu wird zunächst durch eine entsprechende Fokussierungseinheit ein sehr schmaler Ionenstrahl erzeugt und auf den Wafer fokussiert. Über entsprechende (elektrische) Ablenkungseinheiten kann der Ionenstrahl ähnlich wie ein Elektronenstrahl über den gesamten Wafer geführt werden. Auf diese Weise werden die Strukturen nach und nach in den Lack „geschrieben“.
Bei der zweiten Variante wird ähnlich wie bei heutigen Fotolithografieverfahren die Struktur aus einer vorliegenden Abschattungsmaske auf die Schicht übertragen. Es wird daher auch masked ion-beam lithography (engl., MIBL) genannt. Wobei auch hier, ähnlich wie bei der Fotolithografie, unterschiedliche Unterverfahren existieren: Flutbelichtung (masked flood beam) im Step-and-Repeat-Verfahren und Projektionsbelichtung (ion projectionlithography, IPL).
Als Maske dienen beispielsweise freistehenden Strukturen aus Silizium (stencil mask), die den Ionenstrahl lokal ggü. der zu strukturierenden Schicht abschatten. Bei der Absorption von Ionen durch die Maske kommt es zu einer Aufladungen der Maske, die sich in einer ungewollten Ablenkung des Ionenstrahls bemerkbar machen kann und daher die Qualität der Abbildung verschlechtert. Dies lässt sich durch eine dünne leitfähige Schicht, beispielsweise durch Graphit (ähnlich wie bei manchen Probenpräparationstechniken bei der Rasterelektronenmikroskopie) auf der Maske verhindern.
Nachteilig bei der Nutzung von Ionenstrahlen ist der auftretende Sputtereffekt, der dazu führt, dass die freistehenden Maskenstrukturen allmählich an Stabilität verlieren.

## Vor- und Nachteile
Die wesentlichen Vorteile der Ionenstrahllithografie liegen in der geringen Streuung der Ionen (im Vergleich zu Elektronenstrahllithografie) in der Lackschicht aufgrund der deutlich höheren Masse. Daher kann der Proximity-Effekt weitgehend vernachlässigt werden. Auch ist die eingebrachte Energie viel höher als bei der Elektronenstrahllithografie, was sich durch eine höhere Sensitivität des Lacks zeigt. Allerdings besteht eine maximale Tiefe bis zu der die Ionen in das Substrat/die Schicht eindringen, sie liegt für Ionen mit Energien unterhalb von 1 MeV bei maximal 500 nm. Daher können nur sehr dünne Schichten strukturiert werden.

## Geschichte und Einsatzbereiche
Derzeit (Stand 2011) wird die Technik als eines von mehreren alternativen Lithografieverfahren gehandelt, die zukünftig die aktuellen Verfahren der Fotolithografie für die Herstellung von Strukturen unterhalb von 20 nm ablösen könnten, vgl. Next-Generation-Lithografie.
Aktuell befindet sich die Ionenstrahllithografie aber weiterhin im Forschungs- und Entwicklungsstadium, das heißt, sie wird noch nicht in der industriellen Praxis eingesetzt.
Durch die Nutzung schwererer Ionen wie Bor oder Arsen kann die Ionenstrahllithografie auch für die maskenlose (keine strukturierte Schicht auf dem Wafer) Ionenimplantation, beispielsweise für die lokale Dotierung des Wafers mit Fremdatomen, eingesetzt werden.